# Vincere scis, Hannibal, Victoria uti nescis
 Vincere scis, Hannibal, Victoria uti nescis  лат. (изговор: вилијус винцере сцис, ханибал, викторија ути несцис). Умијеш да побиједиш, Ханибале, али не умијеш да искористиш побједу.

## Поријекло изрека
По највећем  Римском историчару Титу Ливију ово је рекао војном команданту древне Картагине Ханибалу, један од његових војсковођа, када је поразио Римљане у бици код Кане 216 прије нове ере,  јер се овај није усудио да одмах затим нападне и Рим.

## Тумачење
Није побједа крај, побједу ваља и искористити. Ко и то уради, тај је велики војсковођа.